# 塔里克·阿亞德
塔里克·阿亞德（Tarek Ayad，1987年5月29日—）是一名埃及擊劍運動員，主攻鈍劍項目。他曾獲得非洲擊劍錦標賽男子個人鈍劍冠軍。

## 外部連結
- FIE （页面存档备份，存于）